# Crithagra dorsostriata
Il canarino panciabianca (Crithagra dorsostriata Reichenow, 1887) è un uccello passeriforme della famiglia Fringillidae.

## Etimologia
Il nome scientifico della specie, dorsostriata, deriva dal latino e significa "dal dorso striato", in riferimento alla livrea di questi uccelli.

## Descrizione

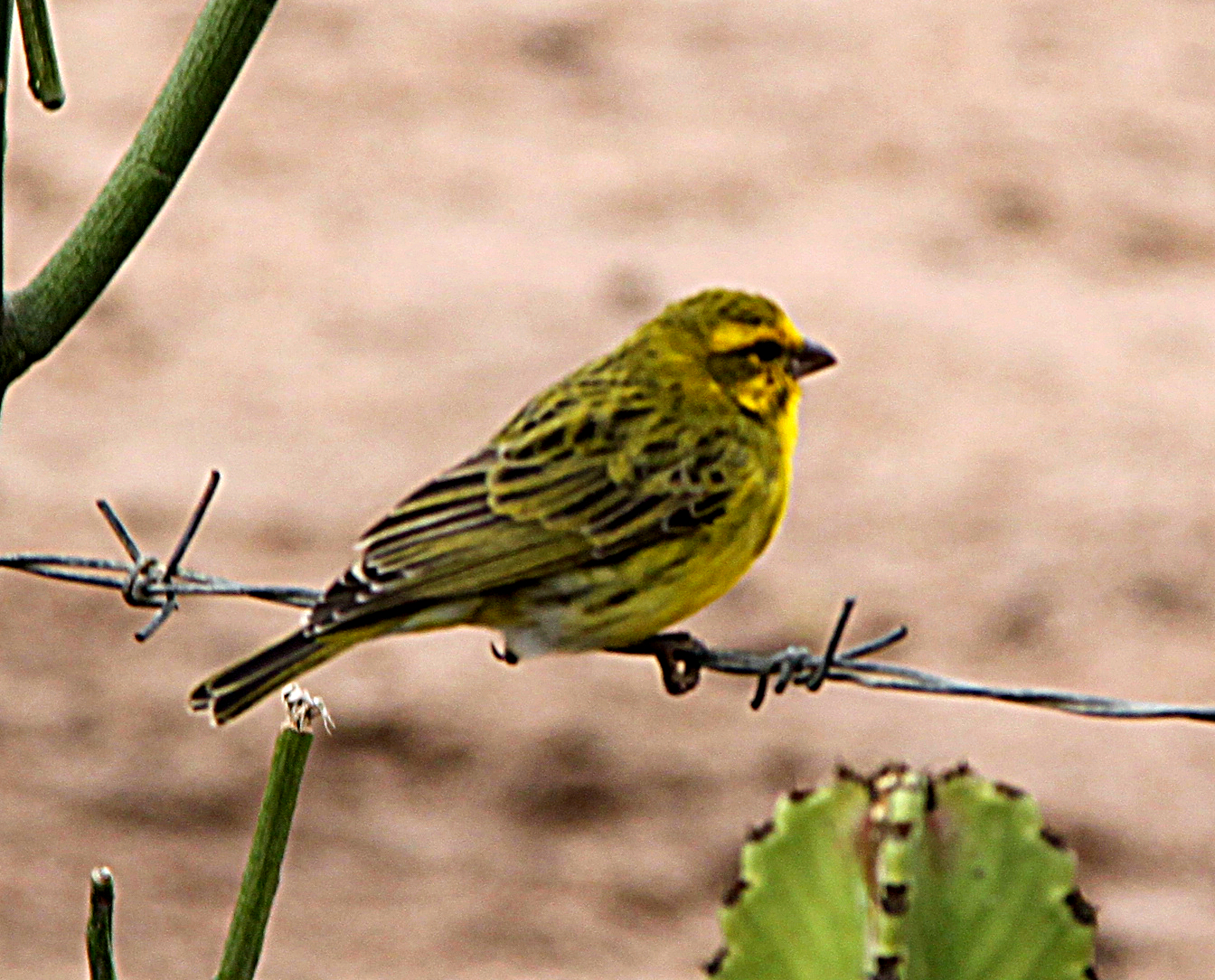
Machio nel Masai Mara.

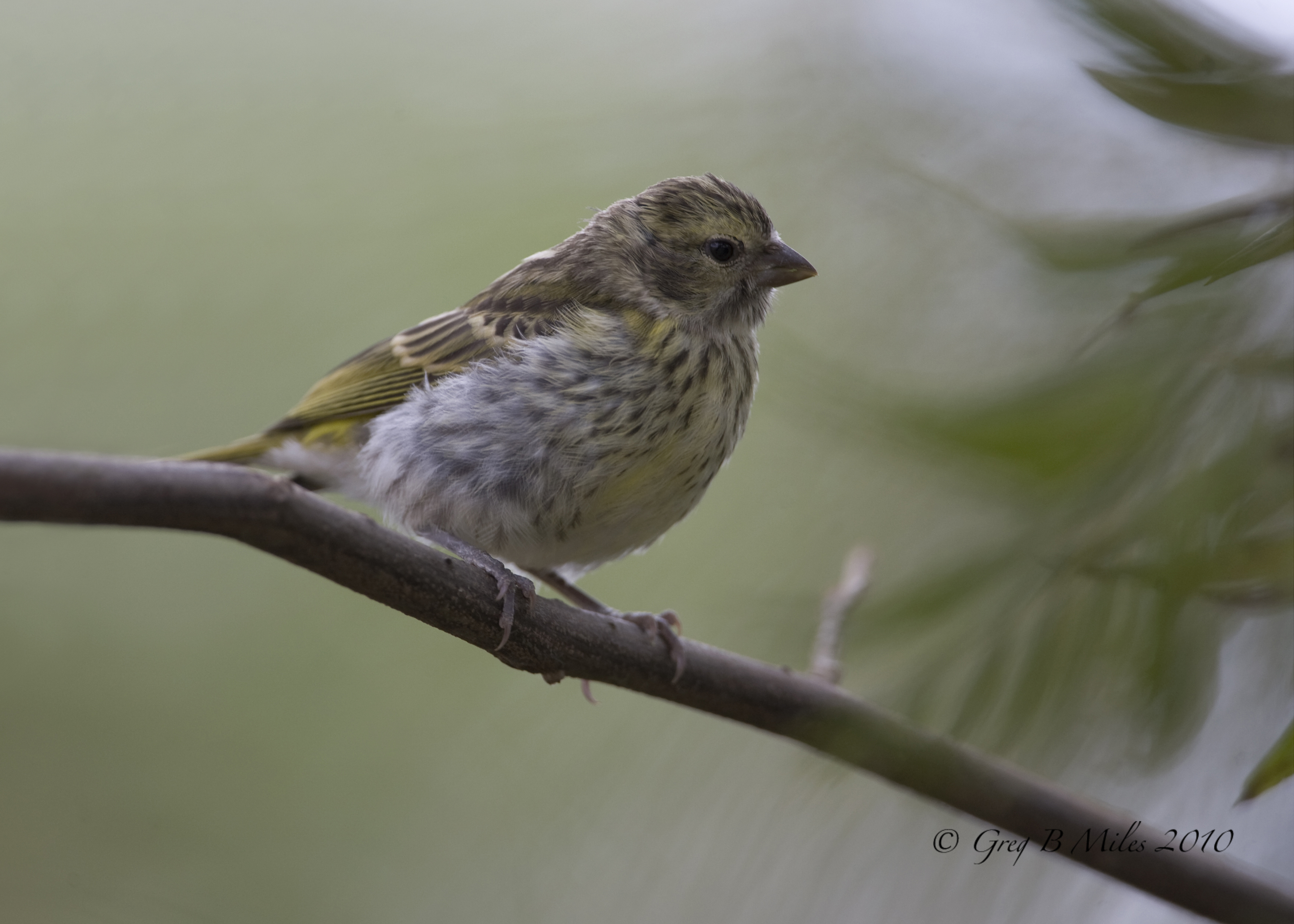
Femmina a Narok.

### Dimensioni
Misura 11,5–13 cm di lunghezza, e 12-18 grammi di peso.

### Aspetto
Si tratta di uccelletti dall'aspetto slanciato, muniti di testa arrotondata, becco conico, ali appuntite e coda dalla punta lievemente forcuta.

Il piumaggio è di colore giallo su testa (dove vertice, nuca, mascherina facciale, guancia e mustacchio sono più scuri), petto, ventre e fianchi (dove le penne presentano punta nera, a dare un aspetto variegato), mentre ali e dorso sono di colore giallo-verdastro con variegature più scure (da cui il nome scientifico della specie), remiganti e coda sono nere con le singole penne dagli orli biancastri, basso ventre e sottocoda (come intuibile dal nome comune) sono bianchi: il dimorfismo sessuale è ben evidente, con femmine quasi completamente prive del giallo cefalotoracico, sostituito dal bianco-grigiastro. In ambedue i sessi becco e zampe sono di colore carnicino, mentre gli occhi sono di colore bruno scuro.

## Biologia
Si tratta di uccelli dalle abitudini essenzialmente diurne, molto vispi, che tendono a passare la maggior parte della giornata cercando il cibo fra i rami o al suolo, muovendosi da soli, in coppie o in gruppetti.

### Alimentazione
La dieta di questi uccelli è perlopiù granivora, basandosi su semi delle piante erbacee, comprendendo però anche altri alimenti di origine vegetale (germogli, fiori, bacche) e animale (insetti ed altri piccoli invertebrati).

### Riproduzione
I canarini panciabianca possono riprodursi durante tutto l'arco dell'anno, evitando però di farlo nel culmine della stagione secca: si tratta di uccelli monogami, i cui maschi attirano le femmine cantando a squarciagola da posatoi in evidenza per poi corteggiarle insistentemente seguendole con le penne arruffate e le ali semiaperte e puntate verso il basso.
Il nido, a forma di coppa, viene costruito alla biforcazione di un ramo dalla sola femmina, intrecciando fibre vegetali e foderando l'interno con materiale più soffice. Al suo interno vengono deposte 3-5 uova, che vengono covate dalla sola femmina per circa due settimane, col maschio che si occupa di reperire il cibo per sé e per la compagna, rimanendo per il resto di guardia nei pressi del nido.

I pulli, ciechi ed implumi alla schiusa, vengono accuditi da ambo i genitori: essi sono in grado d'involarsi attorno alle tre settimane di vita, pur rimanendo in genere presso il nido fino a un mese e mezzo dalla schiusa.

## Distribuzione e habitat

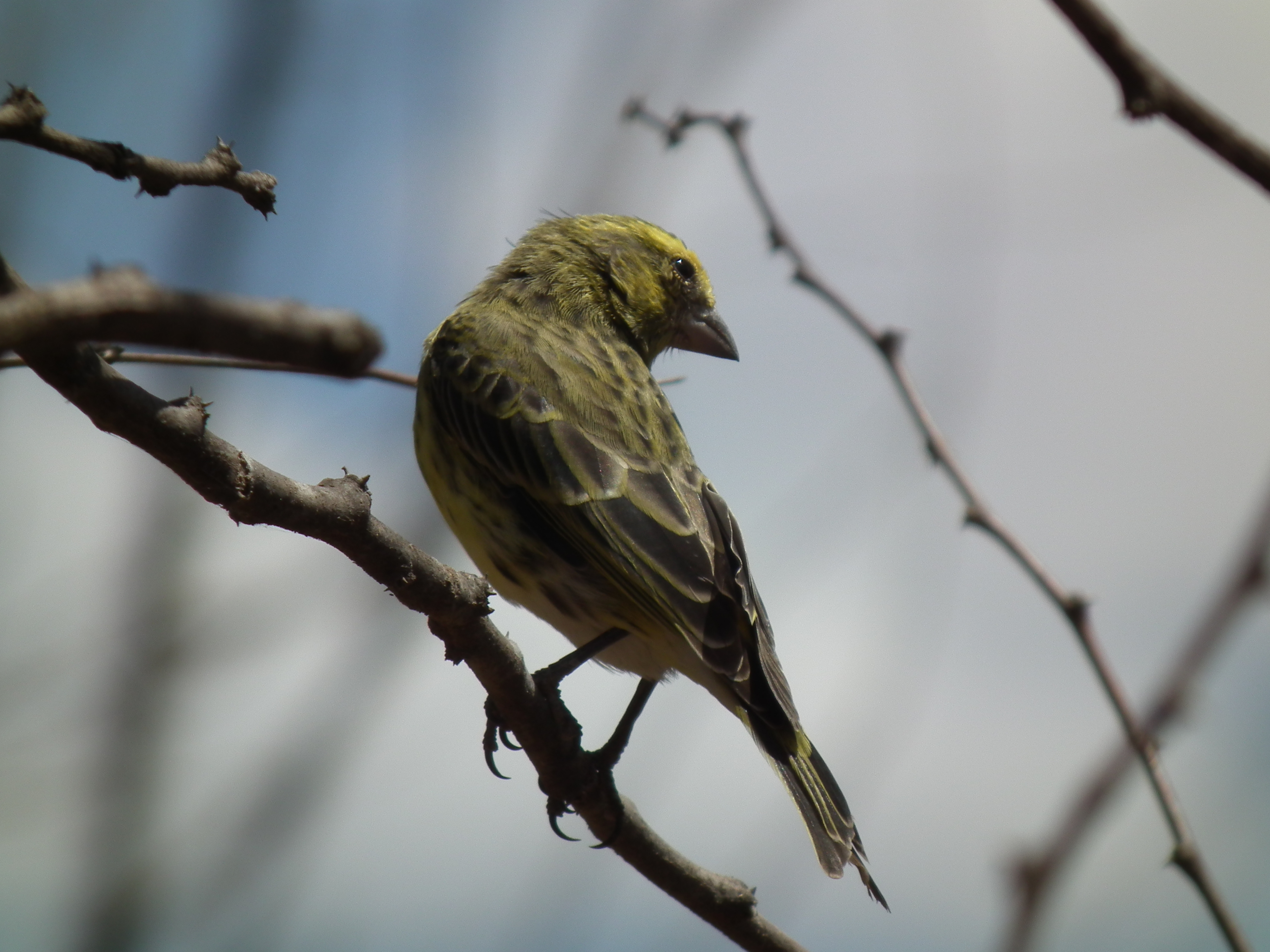
Esemplare in Tanzania.

Il canarino panciabianca è diffuso in Africa orientale, dove occupa un areale che si estende dall'area di Bosaso in Somalia ad ovest fino ai confini col Sudan del Sud e da qui a sud fino alla Tanzania centrale.
L'habitat di questi uccelli è rappresentato dalla savana secca e semiarida con presenza di rade aree cespugliose e di alberi isolati (soprattutto acacie).

## Sistematica
Se ne riconoscono tre sottospecie:
- Crithagra dorsostriata dorsostriata Reichenow, 1887 - la sottospecie nominale, diffusa nell'area attorno al Lago Vittoria;
- Crithagra dorsostriata maculicollis (Sharpe, 1895) - diffusa dalle estreme propaggini sud-orientali del Sudan del Sud alla Somalia e da qui a sud fino al Kenya centro-settentrionale e all'Uganda nord-orientale;
- Crithagra dorsostriata taruensis (van Someren, 1921) - diffusa nella porzione meridionale dell'areale occupato dalla specie, in Kenya e Tanzania centro-settentrionale;

In passato questi uccelli venivano considerati a loro volta una sottospecie del canarino giallo col nome di C. flaviventris dorsostriata, tuttavia risultano filogeneticamente più vicini al canarino del Mozambico ed in ogni caso presentano sicuramente status di specie a sé stante.